# Люксембургский трамвай
Люксембургский трамвай Luxtram — система трамвая в городе Люксембург, столице страны.

## Описание
Одна линия, соединяет центр города его пригород, международный аэропорт столицы Люксембург-Финдел.

## История
- Первая система - 1875 конка, 1908 электрический трамвай, закрыта в 1964. 30 км путей в 1930, 10 маршрутов.
- Вторая система - открыта 10 декабря 2017. Решение о строительстве трамвая было принято в 2014.

## Строительство
С 2014 велось строительство, пробный трамвай на линии 12 июля 2017, доводка и открытие 10 декабря 2017 первым участком. + фуникулер.

## Линии
- Т1 -первая линия, открылась 10 декабря 2017, потом несколько продлений в обе стороны линии: 2018 27 июля, 2020 13 декабря, 2022 11 сентября, 2024 7 июля[2], 2025 2 марта[3]. Имеется трамвайное депо. 24 остановки, 16,1 км (3,6 км бесконтактный участок в центре города). Колея 1435 мм, напряжение 750 вольт.

До 2030 планируют построить три линии. К 2035 скоростной трамвай соединит столицу с городом Эш-сюр-Альзетт, куда в 1927-1956 ходил междугородный трамвай.

## Подвижной состав
Вагоны фирмы CAF Urbos из Сарагоса. Длина 45 метров, вместимость 422 человека, скорость до 70 км/час.